# Teoría del carrito de supermercado

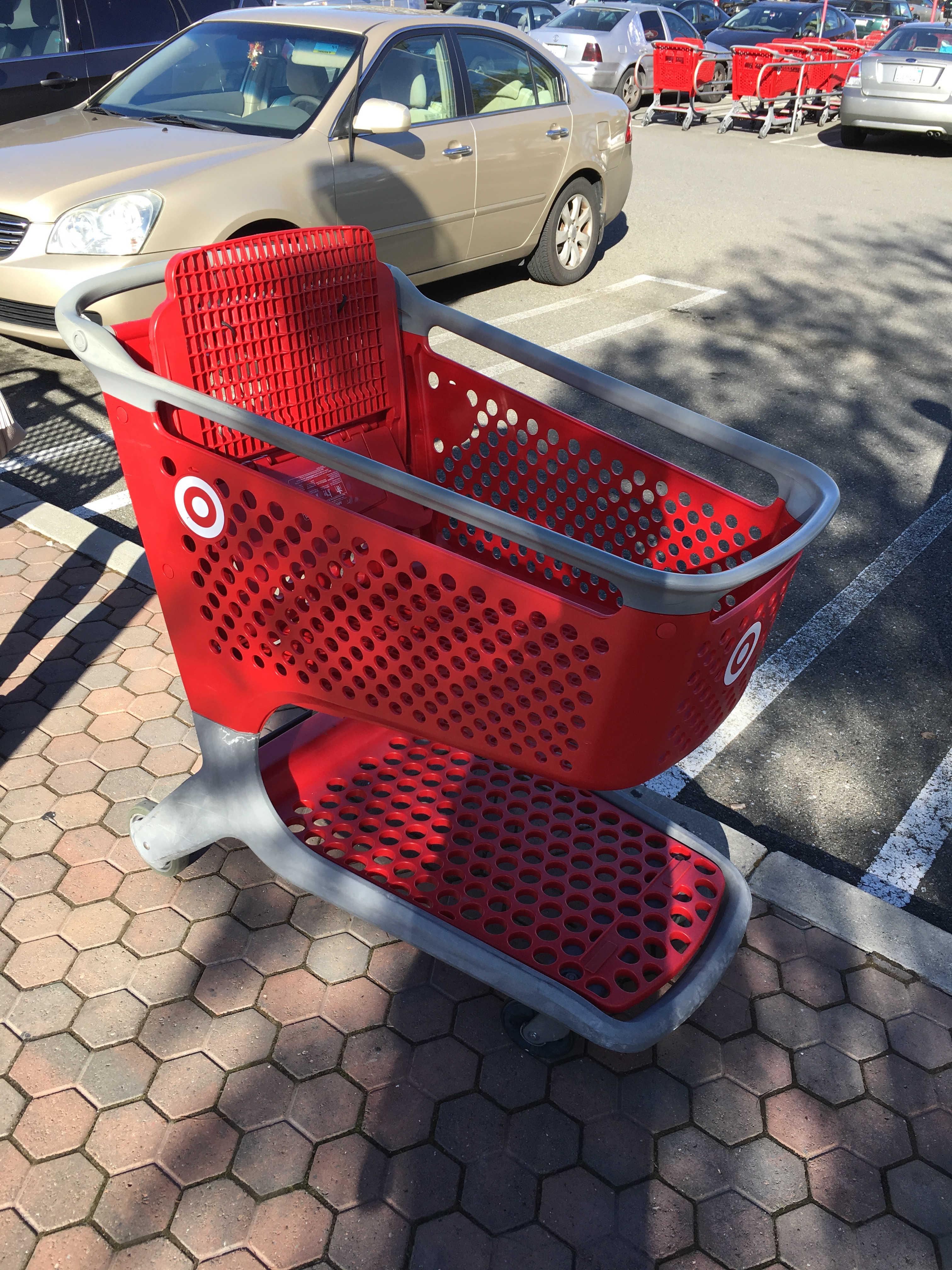
Un carrito de supermercado que no ha sido devuelto a su depósito (visto en la parte de atrás).

La teoría del carrito de supermercado es un meme de Internet que juzga la ética de una persona en función de si devuelve un carrito de supermercado a su corral o área de depósito designado. El concepto se volvió viral en línea después de un meme de Internet de 2020 que postula que los carritos de compras presentan una prueba de fuego para la capacidad de autogobierno de una persona, así como una forma de juzgar su carácter moral. Los detractores de la teoría han citado varias razones por las que devolver un carrito es desfavorable, siendo la preocupación por dejar a los niños desatendidos una de las más comúnmente mencionadas.
Cabe tener en cuenta que la forma de vida de baja densidad en suburbios con segregación de usos del terreno que se da en Estados Unidos, de donde son la mayoría de internautas que debaten esta teoría, hace que la práctica totalidad de los viajes al supermercado se hagan en coche, con la existencia de grandes aparcamientos, por lo que la devolución del carro supone un mayor desvío y se da con mucha más frecuencia (al no hacer tantas compras en pequeños supermercados locales) que lo que podría suponer un europeo o un latinoamericano.

## Antecedentes y memes
En 2017, la antropóloga Krystal D'Costa publicó un artículo en Scientific American, titulado Why Don't People Return Their Shopping Carts? («¿Por qué la gente no devuelve sus carritos de supermercado?»). D'Costa enumeró las siguientes razones por las que algunos optan por no devolver sus carritos: mal clima, el depósito del carrito está demasiado lejos del lugar de estacionamiento, preocupación por dejar a los niños desatendidos, discapacidad, la percepción de que es el trabajo de un empleado de la tienda para devolver los carritos y la intención de dejar un carrito para que otro «lo recoja y use fácilmente».
Los medios de comunicación han hecho referencia retrospectiva al artículo de D'Costa cuando se habla del meme de la «teoría del carrito de supermercado», que se origina en una publicación de 4chan realizada en mayo de 2020. Según el post, el carrito de supermercado es «la prueba de fuego definitiva para determinar si una persona es capaz de autogobernarse». Además de afirmar que devolver un carrito a su depósito o estante designado es «objetivamente correcto» y ampliamente considerado apropiado, la publicación continúa afirmando que devolver un carrito es «el ejemplo máximo de si una persona hará lo que es correcto sin verse obligado a hacerlo». En definitiva, el autor de la publicación afirmaba que «el carrito de supermercado es lo que determina si una persona es un buen o un mal miembro de la sociedad».
Los escritores de los medios han escrito que la publicación de 4chan circuló en línea en 2020, se hizo popular en Reddit y otros sitios web, y al mismo tiempo se convirtió en un punto de debate. El concepto se volvió viral en Twitter después de que un usuario llamado Jared tuiteara al respecto, lo que generó una discusión en la plataforma.

## Viralidad y respuestas
Se ha observado que el tema es objeto de acalorados debates en línea. De hecho, en un seguimiento, D'Costas afirmó que su artículo de Scientific American «tocó la fibra sensible»; en la página de Facebook de la revista «algunos dijeron que tenían miedo de dejar a los niños desatendidos, o luchaban contra una discapacidad, o temían hacer obsoleto el trabajo de alguien». Lorraine Sommerfield de The Hamilton Spectator expresó un acuerdo condicional con la teoría, afirmando que «las tiendas deberían tener muchos corrales para carritos de fácil acceso» y agregó que «algunas personas pueden tener problemas de movilidad». Al calificar la publicación original de 4chan como «clínica», Nate Rogers de The Ringer citó su fecha de 2020 («al comienzo de la pandemia») para sugerir que «está sorprendentemente claro cuando la regla de etiqueta sobre carritos de supermercado se convirtió en una moderna prueba de carácter moral») mencionando este período como uno en el que «la gente debatía ferozmente lo que debían a sus conciudadanos». Se hace referencia a la teoría del carrito de supermercado en un artículo de Politico de 2021 sobre una propuesta de legislación en Nueva Jersey que multaría a los compradores por dejar carritos en lugares de estacionamiento designados para personas discapacitadas.
En 2024, la teoría del carrito de supermercado experimentó una mayor viralidad en línea después de que la usuaria TikTok Leslie Dobson explicara por qué no devuelve los carritos, defendiendo su negativa a hacerlo. Dobson, psicóloga clínica y forense, expresó su preocupación por dejar a su hijo desatendido para poder devolver el carrito. Este motivo coincidía con un motivo común mencionado en el artículo de Scientific American de 2017. Dobson también afirmó que su video fue intencionalmente provocativo, con la esperanza de llamar la atención y crear conciencia sobre el secuestro de niños. El vídeo de Dobson recibió más de 11 millones de visitas y recibió una reacción negativa considerable, aunque también recibió mensajes de usuarios que estuvieron de acuerdo con su postura, afirmando que tenían demasiado miedo para discutir ellos mismos su opinión en línea.